# Alex de Minaur
Alex de Minaur (født 17. februar 1999 i Sydney, Australien) er en professionel mandlig tennisspiller fra Australien.